# Jürgen Straub
Jürgen Straub (* 3. listopadu 1953, Weitersroda, Durynsko) je bývalý východoněmecký atlet, jehož specializací byl běh na 1500 metrů.

## Sportovní kariéra
První úspěch zaznamenal v roce 1977 na halovém ME v San Sebastiánu, kde získal zlatou medaili. O rok později doběhl na halovém ME v Miláně na třetím místě. Na mistrovství Evropy v Praze 1978 skončil ve finále sedmý. V roce 1980 získal stříbrnou medaili na letních olympijských hrách v Moskvě, když prohrál jen s Britem Sebastianem Coem.
Úspěchy sbíral také na světovém poháru v atletice. V roce 1977 získal na prvním ročníku v Düsseldorfu bronz, o dva roky později v Montrealu doběhl znovu na třetím místě. V letech 1973 - 75 postupně získal tři tituly mistra NDR v závodě na 3000 metrů překážek. 